# كلية تي أتش تشان للصحة العامة في جامعة هارفارد
كلية تي أتش تشان للصحة العامة في جامعة هارفارد (بالإنجليزية: Harvard T.H. Chan School of Public Health)‏ هي كلية الصحة العامة بجامعة هارفارد، وتقع في منطقة لونغوود الطبية في بوسطن،ماساتشوستس. نشأت المدرسة من كلية هارفارد-معهد ماساتشوستس للتكنولوجيا لمسؤولي الصحة، أول برنامج تدريب للخريجين في البلاد في مجال صحة السكان، والذي تأسس في عام 1913 ثم أصبح مدرسة هارفارد الصحة العامة عام 1922.
تعتبر تشان مدرسة بارزة للصحة العامة في الولايات المتحدة، وقد تم تصنيفها في المرتبة الثانية كأفضل مدرسة للصحة العامة في البلاد من قبل يو إس نيوز آند وورد ريبورت.

## وصلات خارجية
- الموقع الرسمي
- البروفيسور أندرو سبيلمان ، أستاذ الصحة العامة الاستوائية ، كلية هارفارد للصحة العامة برنامج قضايا فري فيو حول الملاريا من قبل صندوق فيجا للعلوم.

### المراكز والمعاهد
- مركز الاتصال الصحي
- مركز فرانسوا كزافييه باغنود للصحة وحقوق الإنسان
- مركز هارفارد للوقاية من السرطان
- مركز هارفارد لدراسات السكان والتنمية
- مركز أبحاث هارفارد للتحكم في الإصابات
- مبادرة كلية هارفارد للصحة العامة عن الإيدز
- معهد قبرص الدولي للبيئة والصحة العامة
- مركز جون ب. ليتل لعلوم الإشعاع